# Dimbach (Etterswasengraben)
Der Dimbach ist ein knapp 3 Kilometer langer rechter Zufluss des Etterswasengrabens in Dimbach im unterfränkischen Landkreis Kitzingen. Der Name des Bachs ging in späteren Zeiten auf das hier befindliche Dorf Dimbach, heute ein Volkacher Gemeindeteil, über.

## Name
Der Name Dimbach weist auf die natürlichen Begebenheiten am Ufer des Gewässers hin. Es handelt sich um einen Sachnamen, sodass eine bestimmte Person, die Pate für die Benennung stand, ausgeschlossen werden kann. Das Wort Bach ist selbsterklärend und weist auf den Charakter als Fließgewässer hin. Das Präfix Dim- entstammt bereits der älteren fränkischen Namensschicht und ist dem 7. oder 8. Jahrhundert zuzuordnen. Im Althochdeutschen bedeutete dunni lang gedehnt, im Mittelhochdeutschen wurde dies dann zu dünne abgewandelt. Dimbach kann also als ausgedehnter Rodungsstreifen am Bach gedeutet werden.

## Geographie

### Verlauf
Der Dimbach entspringt im Nordosten der Gemarkung des Volkacher Gemeindeteils Dimbach auf einer Höhe vom etwa 238 m ü. NHN.
Er durchfließt einige Meter die Waldabteilung Röhrig die als nördlichster Ausläufer des Staatswaldgebietes um Reupelsdorf gelten kann. Hier fließen von rechts auch drei unbenannte Quelläste zu. Der Bach wendet sich nach Westen und erreicht mit der Unterquerung der Kreisstraße KT 10 die bebaute Fläche des nach ihm benannten Dorfes. Er bildet hier die südliche Begrenzung des Dorfes und wurde an einigen Stellen kanalisiert.
Am Ortsausgang wechselt der Bach nach Südwesten und durchquert das Areal der Kläranlage Dimbach am Ortsrand. Er durchschneidet zwei Waldgebiete bei Dimbach, wobei sich wohl um Abteilungen des Linkhöftännigs auf den ehemaligen Gebieten der Wüstung Lindhof handelt. Nach einigen Metern erreicht er seinen Abfluss den Etterswasengraben.
Am Rande des Habermannstännig mündet der Dimbach schließlich auf einer Höhe von ungefähr 207 m ü. NHN von rechts in den aus dem Westnordwesten kommenden Mainzufluss Etterswasengraben.
Sein etwa 2,7 km langer Lauf endet ungefähr 31 Höhenmeter unterhalb seiner Quelle, er hat somit ein mittleres Sohlgefälle von etwa 11 ‰.

### Einzugsgebiet
Das Einzugsgebiet des Dimbachs liegt im Dimbacher Flugsandgebiet und wird durch ihn über den Etterswasengraben, den Main und den Rhein zur Nordsee entwässert.
Es grenzt
- im Nordosten an das Einzugsgebiet des Heiligenbachs, der über die Sommerach in den Main-Kanal entwässert;
- im Osten, Südosten und Süden an das des Etterswasengrabens;
- im Westen an das des Hölzersgrabens, der in den Main-Kanal mündet und
- im Nordwesten an das der Sommerach.

## Fauna und Flora
Der Dimbach fließt durch ein Gebiet, an dem mehrere Schutzgebiete Anteil haben. So findet sich im Oberlauf des Bachs ein Abschnitt des Vogelschutzgebietes Südliches Steigerwaldvorland. Hier sind viele verschiedene Arten von in Mitteleuropa sehr seltenen Stand- und Zugvögeln zu finden. Unter anderem weist das Gebiet die größte Verbreitung des Ortolans in Bayern auf. Südlich der Ortschaft Dimbach ragt außerdem das Fauna-Flora-Habitat Sandgebiete bei Schwarzach, Klein- und Großlangheim herein. Dort sind Wildbienen, Schlupfwespen, Sandlaufkäfer, Wespenspinnen, blauflügelige Ödlandschrecken und Zauneidechsen zu finden.